# Vacamatic
Históricamente, la transmisión M4 Vacamatic de Chrysler, presentada en 1941, fue la primera transmisión semiautomática comercializada por un fabricante importante, en un intento de competir contra las transmisiones automáticas hidráulicas de sus rivales. El sistema todavía disponía de un pedal de embrague, aunque solo para poner el vehículo en marcha. En conducción normal, no era necesario emplear el embrague. Utilizaba una caja de cambios manual totalmente sincronizada, con cuatro marchas hacia adelante y una hacia atrás; en la que el cambio se realizaba 'automáticamente' ya fuese mediante cilindros de vacío (en la versión inicial M4) o bien mediante cilindros hidráulicos (en la versión posterior M6 Presto-Matic). La principal diferencia entre ambas consistió en la adición de un acoplador hidráulico entre el motor y el embrague en la M6, y en el mecanismo de cambio.

## Operación
La palanca selectora (que parecía un cambio convencional situado en la columna del volante) tenía tres posiciones: Baja, Alta y Reversa. Baja consistía en lo que sería una primera y segunda marchas en una caja normal de cuatro velocidades; Alta era tercera y cuarta. La reversa tenía una sola relación de cambio. Conducir con uno de estos cambios era bastante diferente al procedimiento habitual: al arrancar, se desacoplaba el embrague, luego se elegía una relación (Alta para conducción normal) y, mientras estaba parado con un pie en el freno, se accionaba el embrague. Bastaba con presionar el acelerador para mover el vehículo hacia adelante, con el acoplamiento hidráulico conectando el motor a la transmisión. Al llegar a 15-20 mph (24,1-32,2 km/h), y levantar el pie del acelerador, se producía un 'ruido sordo' (el cambio automático) y se continuaba en cuarta. El modo Baja era bastante similar, pero a velocidades mucho más lentas. Era posible comenzar en Baja, permitir el cambio, luego mover el selector a Alta, usando el embrague, y continuar en Alta. Este procedimiento permitía obtener una aceleración algo más rápida, aunque de una forma bastante engorrosa. El kickdown para adelantar rápidamente era posible a través de conexiones eléctricas registradas al pisar el acelerador, aunque solo en un modo (es decir, cuarta a tercera).

## Comentario
Nunca fue una transmisión de alto rendimiento, aunque funcionaba bien con un motor SV de seis u ocho cilindros, pero una vez que se introdujo el motor V8 con cámara de combustión hemisférica, las deficiencias de una transmisión de cambio tan lenta se magnificaron enormemente. Sin embargo, con el paso de los años, esta transmisión adquirió una reputación de absoluta fiabilidad.